# Андре Феліпе Рібейру де Соуза
Андре Феліпе Рібейру де Соуза (порт. André Felipe Ribeiro de Souza, нар. 27 вересня 1990, Кабу-Фріу) — бразильський футболіст, нападник клубу «Понте-Прета». Виступав за збірну Бразилії.

## Біографія

### Клубна кар'єра

#### «Сантус»

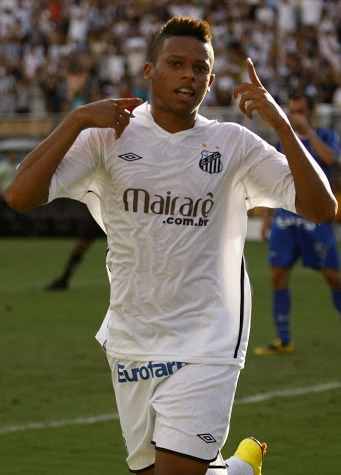
Андре під час виступів за «Сантус». 2010 рік.

Вихованець футбольної школи «Кабофріенсе», з якої у 2008 році перейшов до академії «Сантуса». ВІн допоміг команді виграти молодіжний чемпіонат штату Сан-Паулу, ставши найкращим бомбардиром команди, після чого у лютому 2009 року підписав професійний контракт з клубом. 
На дорослому рівні Андре дебютував на останніх хвилинах матчу Ліги Пауліста проти «Можі Міріна», а свій перший гол у професійній команді забив у переможному матчі проти «Флуміненсе» (2:0). У 2010 році, після приходу тренера Дорівала Жуніора на посаду головного тренера Андре став основним гравцем і був одним із найяскравіших моментів команди, яка виграла Лігу Паулісту. У цьому змаганні команда «Сантоса» грала в атакувальний футбол і поєднувала досвід таких гравців, як Робінью та Еду Драсена з молодими Неймаром та Гансо. Андре закінчив чемпіонат із 13 голами, ставши другим бомбардиром команди після лише Неймара, який забив 14 голів. Паралельно з чемпіонатом Сан-Паулу, «Сантус» також грав в першій половині 2010 року у Кубку Бразилії, і Андре там теж виділявся, ставши другим бомбардиром турніру з 8 голами (знову поступившись лише Неймару, який забив 11).
Гарні виступи та голи привернули увагу до Андре, і в червні «Сантус» оголосив про перехід гравця до київського «Динамо». Однак умови трансферу гарантували, що гравець залишиться в клубі до фіналу Кубка Бразилії, до якого «Сантус» пробився.Перемігши там «Віторією» за сумою двох фінальних матчів, «Сантос» виграв свій перший Кубок Бразилії. До цих матчів Андре ще мав час, щоб зіграти дев’ять ігор за Чемпіонат Бразилії 2010 року, забивши п’ять голів.
Загалом у 51 матчах за «Сантус» 19-річний Андре забив 28 голів в усіх турнірах. 

#### «Динамо» (Київ) та оренда в «Бордо»
По завершенні фінального матчу Кубка Бразилії 2010 року (4 серпня) став гравцем київського «Динамо». Трансфер Андре обійшовся киянам у 8 млн. $, причому половину суми «Динамо» повинно було заплатити відразу.

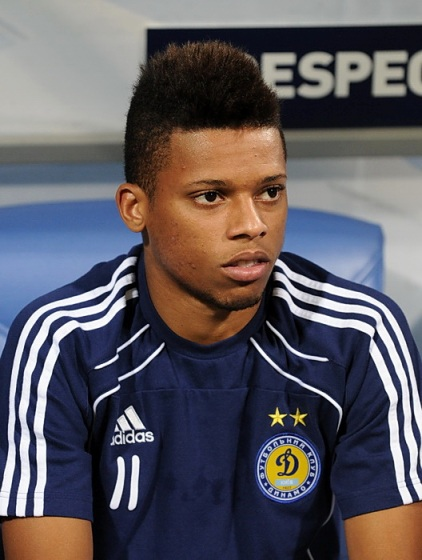
Андре у складі «Динамо». 2010 рік.

Дебютував у «Динамо» в кваліфікаційному раунді Ліги чемпіонів у грі проти «Аякса». У різних турнірах Андре зіграв за «Динамо» у 9 матчах. Після відставки головного тренера Валерія Газзаєва, на прохання якого і був куплений гравець, Андре став рідко потрапляти в основу Динамо, в основному виходячи тільки на заміну. Андре забив за «Динамо» лише один гол і той за дубль, а за основу «Динамо» бразильський футболіст так і не забив жодного офіційного гола. Хоча після його удару зі штрафного, в матчі проти «Севастополя» 27 жовтня 2010 року, за допомогою подвійного рикошету від гравців команди суперників, м'яч залетів в сітку воріт. Але цей гол було записано як автогол Дмитра Гололобова.
31 січня 2011 року «Бордо» і «Динамо» домовилися про оренду нападника строком на півроку. При цьому «Бордо» отримало першочергове право викупити контракт футболіста. За неофіційними даними, послуги бразильця обійшлися «жирондинцям» в суму близько 2 млн. євро.

#### «Атлетіко Мінейру»
Після повернення до київського «Динамо», вже при новому наставнику — Юрії Сьоміні, 20 липня 2011 року Андре було віддано до 30 червня 2012 року в оренду у бразильський «Атлетіко Мінейру», із пріоритетним правом на викуп гравця. У дебютній грі 28 липня 2011 року в рамках 12 туру чемпіонату Бразилії його гол на 76 хвилині матчу приніс «Атлетико Мінейро» мінімальну перемогу над «Флуміненсе». 22 квітня 2012 року «Атлетіко Мінейро» оголосило про покупку 80% економічних прав Андре, які належали «Динамо». Сума трансферу склала 5,8 мільйонів євро. 
У 2012 році Андре виграв Лігу Мінейро, ставши найкращим гравцем турніру і другим бомбардиром з 10 м'ячами.
10 серпня 2012 року стало відомо, що 21-річний нападник буде виступати за «Сантус» на правах оренди до кінця 2013 року. «Сантус», який відчував серйозні проблеми з нападом, заплатив за футболіста 2 мільйони євро, отримавши 25% економічних прав. Згодом також виступав на правах оренди за «Васко да Гаму» та «Спорт Ресіфі», а у 2016 році грав за «Корінтіанс», де у 29 матчах відзначився шістьма голами.

#### «Спортінг» та повернення до Бразилії

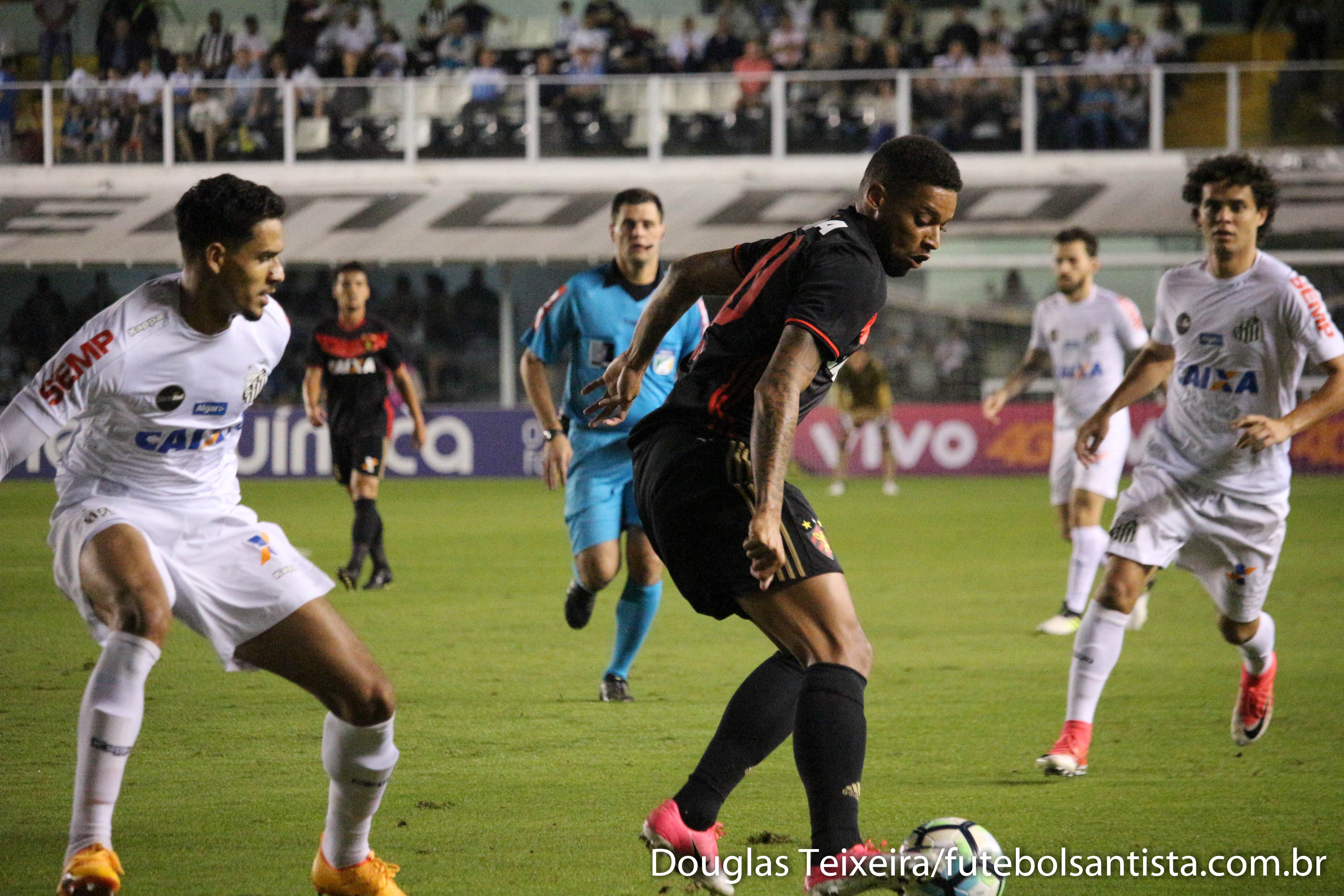
Андре (у центрі) під час виступів за «Спорт Ресіфі». 2017 рік.

25 серпня 2016 року перейшов у португальський «Спортінг», але і цього разу заграти у Європі не зумів, через що вже 5 січня 2017 року погодився повернутися в «Спорт Ресіфі», який викупив 70% майнових прав спортсмена, погодившись на п'ятирічний контракт.
23 березня 2018 року, на правах оренди з опцією викупу приєднався до «Греміо», а 21 лютого 2019 року було оформлено повноцінний перехід гравця.  Загалом він забив 11 голів у 75 іграх, після чого 7 серпня 2020 року контракт був розірваний за згодою сторін.

#### Завершення кар'єри
21 серпня 2020 року на правах вільного агента перейшов у «Газіантеп». У складі турецького клубу форвард забив три голи в 22 іграх в усіх турнірах протягом сезону 2020/21, після чого 19 травня 2021 року втретє у кар'єрі став гравцем клубу «Спорт Ресіфі».

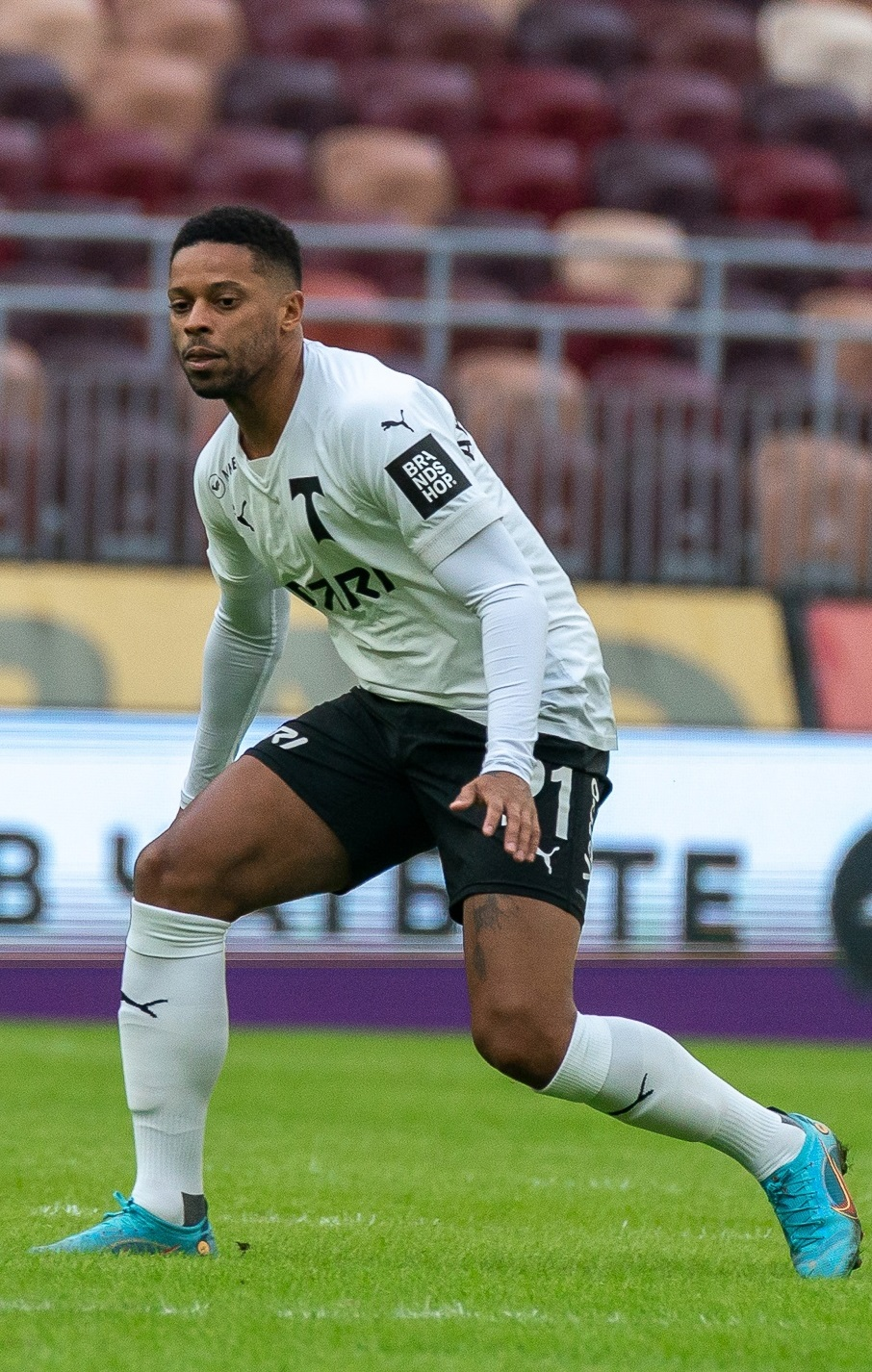
Андре у складі «Торпедо». 2023 рік.

27 січня 2022 підписав контракт з клубом «Куяба». 12 лютого 2022 року Андре дебютував і також забив свій перший гол за новий клуб під час гри проти клубу «Дом Боско» (4:0) у сьомому турі Ліги Мато-Гросенсе. За підсумками сезону він допоміг команді виграти цей турнір. 5 жовтня 2022 року «Куяба» повідомила про розірвання контракту з Андре, який покинув клуб, провівши 26 матчів та забивши чотири голи в усіх турнірах.
23 березня 2023 року приєднався до московського «Торпедо». До кінця сезону бразилець провів 5 матчів і забив 1 гол, а «Торпедо» посіло останнє місце та вилетіло з Прем'єр-ліги, після чого Андре залишив клуб.
3 липня 2023 року став гравцем клубу «Понте-Прета», уклавши угоду до кінця року.

### Міжнародна кар'єра
У серпні 2010 року головний тренер збірної Бразилії Мано Менезес викликав футболіста в збірну Бразилії. 10 серпня 2010 року Андре дебютував за національну команду в матчі проти збірної США. Загалом провів за національну збірну 4 гри

## Статистика
На 25 вересня 2012 року
| Клуб               | Сезон   | Чемпіонат | Чемпіонат | Кубок | Кубок | Інше | Інше  | Всього | Всього |
| Клуб               | Сезон   | Ігор      | Голів     | Ігор  | Голів | Ігор | Голів | Ігор   | Голів  |
| ------------------ | ------- | --------- | --------- | ----- | ----- | ---- | ----- | ------ | ------ |
| «Сантос»           | 2009    | 9         | 2         | 0     | 0     | 1    | 0     | 10     | 2      |
| «Сантос»           | 2010    | 9         | 5         | 11    | 8     | 22   | 13    | 41     | 26     |
| «Сантос»           | Всього  | 18        | 7         | 11    | 8     | 22   | 13    | 51     | 28     |
| «Динамо» (Київ)    | 2010-11 | 3         | 0         | 3     | 0     | 3    | 0     | 9      | 0      |
| «Динамо» (Київ)    | Всього  | 3         | 0         | 3     | 0     | 3    | 0     | 9      | 0      |
| «Бордо»            | 2010-11 | 8         | 0         | 0     | 0     | 0    | 0     | 8      | 0      |
| «Бордо»            | Всього  | 8         | 0         | 0     | 0     | 0    | 0     | 8      | 0      |
| «Атлетіко Мінейро» | 2011    | 22        | 7         | 0     | 0     | 0    | 0     | 22     | 7      |
| «Атлетіко Мінейро» | 2012    | 0         | 0         | 4     | 4     | 14   | 10    | 18     | 14     |
| «Атлетіко Мінейро» | Всього  | 22        | 7         | 4     | 4     | 14   | 10    | 40     | 21     |
| «Сантос»           | 2012    | 9         | 0         | 0     | 0     | 0    | 0     | 9      | 0      |
| «Сантос»           | Всього  | 9         | 0         | 0     | 0     | 0    | 0     | 9      | 0      |

## Досягнення

### Клубні
«Сантос»:
- Володар кубка Бразилії: 2010
- Переможець Ліги Паулісти: 2010[en]
- Переможець Рекопи Південної Америки: 2012

 «Атлетіко Мінейру»:
- Переможець Ліги Мінейро: 2012[en], 2015[en]
- Володар кубка Бразилії: 2014
- Переможець Рекопи Південної Америки: 2014

 «Спорт Ресіфі»
- Переможець Ліги Пернамбукано: 2017[en]
- Володар Кубка Нордесте: 2017[en]

 «Греміо»
- Переможець Ліги Гаушу (2): 2018[en], 2019[en]

 «Куяба»
- Чемпіон Ліги Мату-Гросенсе: 2022